# اسپند (صومعه‌سرا)
اسپند، روستایی از توابع بخش مرکزی شهرستان صومعه‌سرا در استان گیلان ایران است.

## جمعیت
این روستا از توابع شهرستان صومعه‌سرا در نزدیکی ضیابر قرار دارد و براساس سرشماری مرکز آمار ایران در سال ۱۳۸۵، جمعیت آن ۵۲۸ نفر (۱۵۷خانوار) بوده است.